# Кетрін Пендрел
Кетрін Пендрел (англ. Catharine Pendrel, нар. 30 вересня 1980) — канадська велогонщиця, бронзова призерка Олімпійських ігор 2016 року.

## Виступи на Олімпіадах
| Олімпіада           | Дисципліна  | Місце |
| ------------------- | ----------- | ----- |
| Пекін 2008          | маунтінбайк | 4     |
| Лондон 2012         | маунтінбайк | 9     |
| Ріо-де-Жанейро 2016 | маунтінбайк | 3     |

## Зовнішні посилання
- Кетрін Пендрел — олімпійська статистика на сайті Sports-Reference.com (англ.) (архівна версія)